# Jakub Zalewski
Jakub Zalewski (ur. 21 czerwca 1986 w Radomiu) – polski koszykarz grający na pozycji rzucającego obrońcy, obecnie zawodnik HydroTrucku Radom.
Przez większość kariery związany z Rosą Radom. W sezonie 2016/17 zawodnik AZS Koszalin.

## Kariera

### Rosa Radom (do 2015)
Zalewski zaczął uprawiać koszykówkę w wieku 10 lat, stając się wychowankiem Piotrówki Radom (później przekształconej w Rosę Radom). W rozgrywkach seniorskich zadebiutował w 2003 roku w III lidze w barwach Rosy. W klubie tym grał do końca sezonu 2014/2015, występując w tym czasie na wszystkich szczeblach rozgrywkowych – we wspomnianej już III lidze (lata 2003–2006), a także w rozgrywkach szczebla centralnego: II lidze (2006–2010; 110 meczów), I lidze (2010–2012; 69 meczów) i Polskiej Lidze Koszykówki (2012–2015; 104 mecze). W PLK w Rosie w sezonie 2012/2013 w 32 spotkaniach zdobywał przeciętnie po 7,5 punktu, w kolejnych rozgrywkach w 42 meczach średnio po 3,7 punktu, a w sezonie 2014/2015 w 30 spotkaniach przeciętnie po 2,9 punktu. W sezonie 2011/2012 gościnnie wystąpił także w 2 meczach II ligi w barwach rezerw Rosy.
Zalewski jest rekordzistą Rosy Radom pod względem liczby spędzonych w tym klubie sezonów na centralnym szczeblu rozgrywek (9), rozegranych meczów ligowych (283), a także sumy zdobytych w ligowych spotkaniach punktów (2148).

### Gra poza Radomiem (od 2015)
W czerwcu 2015 roku, po zakończeniu sezonu 2014/2015, Zalewski podpisał kontrakt z Siarką Tarnobrzeg (w tym czasie występującą jeszcze pod nazwą Jezioro), z którą w sezonie 2015/2016 grał w najwyższej klasie rozgrywkowej – wystąpił w 31 meczach, zdobywając średnio po 9,8 punktu na mecz. W 25. kolejce tych rozgrywek, w wygranym przez Siarkę meczu z Anwilem Włocławek, zdobył 15 punktów, 10 asyst, 3 zbiórki i 3 przechwyty, uzyskując wskaźnik eval na poziomie 25, za co został nagrodzony tytułem MVP kolejki PLK.
W czerwcu 2016 podpisał kontrakt z AZS Koszalin.
30 listopada 2017 został zawodnikiem TBV Startu Lublin.
29 czerwca 2018 został zawodnikiem I-ligowej Energi Kotwicy Kołobrzeg.
20 sierpnia 2019 dołączył po raz kolejny w karierze do HydroTrucku Radom. 11 maja 2021 zawarł nową umowę z klubem.

## Osiągnięcia
Stan na 11 maja 2021.
Drużynowe
- Finalista Pucharu Polski (2015)

Indywidualne
- MVP 25. kolejki TBL (2015/16)
- Uczestnik meczu gwiazd I ligi (2011)[15]